# نامه عاشقانه (فیلم ۱۹۹۵)
نامه عاشقانه (انگلیسی: Love Letter) یک فیلم درام رمانتیک به کارگردانی شونجی ایوای است که سال ۱۹۹۵ منتشر شد. از بازیگران آن می‌توان به میهو ناکایاما و میکی ساکای اشاره کرد.